# Rubus montanus
Rubus montanus — вид квіткових рослин родини трояндових (Rosaceae).

## Біоморфологічна характеристика
Це листопадний кущ, який щороку дає скупчення колючих, дугових, дворічних стебел від деревної основи. Стебла лише випускають листки, але не цвітуть у перший рік росту. На другий рік гілки дають квітки, а потім відмирають після плодоношення.

## Поширення
Поширення: Австрія, Бельгія, Люксембург, Чехія, Франція, Німеччина, Швейцарія, Нідерланди, Угорщина, Італія, Польща, ?Румунія, Словаччина, Словенія, ?Сербія, Україна.
В Україні росте в Закарпатській, Львівській, Чернівецькій областях, дуже рідко; наводиться також для Житомирського Полісся (південна межа).

## Використання
Рослина збирається з дикої природи для місцевого використання для їжі. Повідомляється, що вид культивують у Центральній Європі як живопліт, ґрунтопокривну рослину та для забезпечення нектаром бджіл; однак, оскільки є багато подібних видів, це може стосуються не лише цього виду.